# Dar Al-Tifel Al-Arabi
Dar Al-Tifel Al Arabi (in arabo مؤسسة دار الطفل العربي‎?, "Fondazione dei bambini arabi"), anche noto con il nome Hind Husseini Foundation (lett. "Fondazione Hind Husseini"), è un collegio-orfanotrofio palestinese, misto maschile e femminile, fondato da Hind Al-Husseini il 25 aprile 1948 vicino alla Chiesa del Santo Sepolcro di Gerusalemme, in seguito al Massacro di Deir Yassin, piccolo villaggio poco fuori Gerusalemme.

## Descrizione

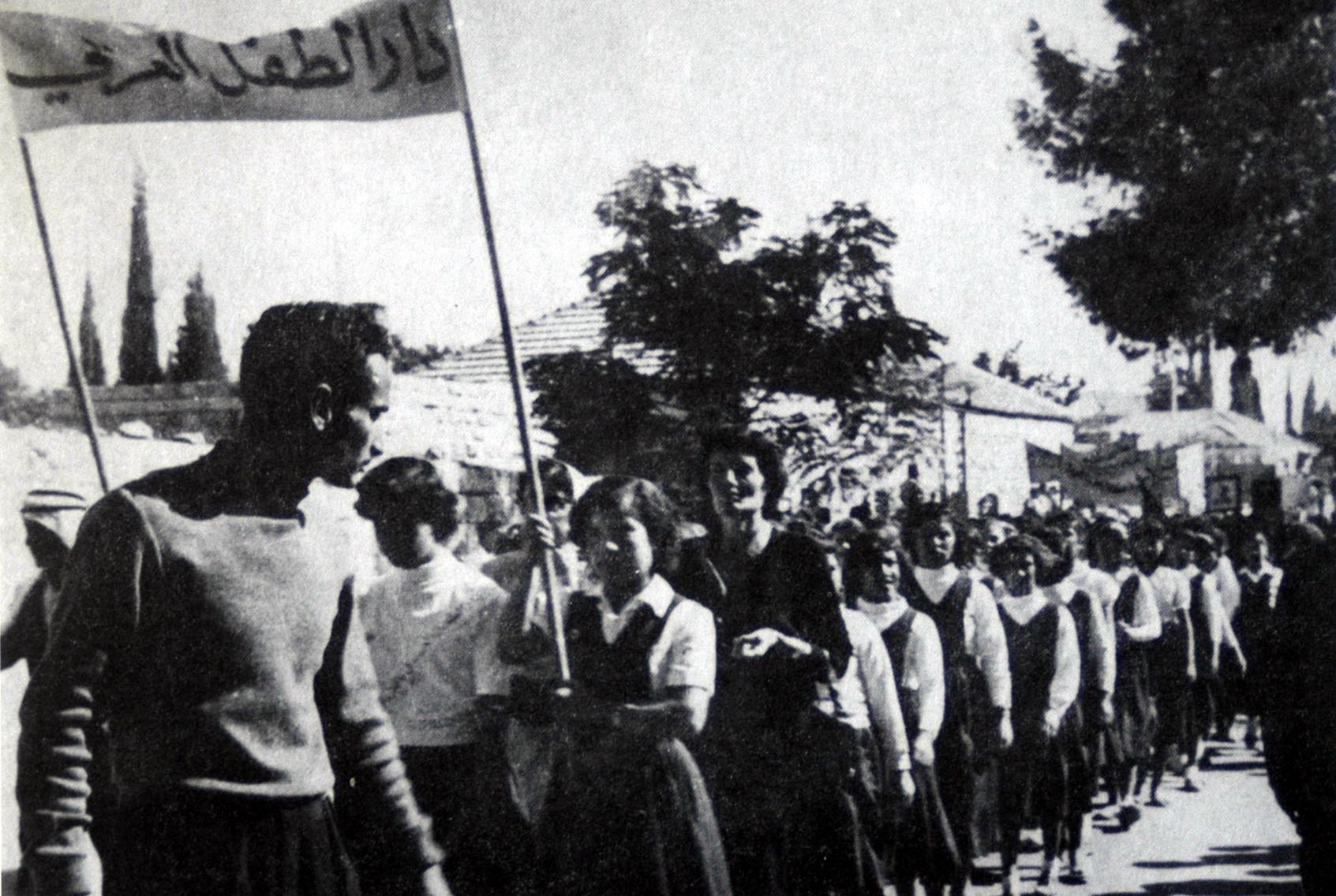
Hind al-Husseini sfila con alunne studentesse, forse a Gerusalemme. Lo striscione riporta: Dar Al-Tifel Al-Arabi ("Fondazione dei bambini arabi")

Per sopperire alle difficoltà, oltre alla formazione scolastica viene offerto supporto psicologico per prevenire eventuali disturbi comportamentali a cui spesso gli orfani vanno incontro, rischiando conseguenze penali. La scuola è fornita di una biblioteca e di una mediateca. La scuola ha un buon palmarès di premi vinti e di buoni posizionamenti nelle gare scolastiche del circondario gerosolimitano.
La Fondazione struttura Dar El-Tifel in diverse parti:
- La sezione interna, che si prende cura degli orfani e dei palestinesi bisognosi.
- L'Arab Child House School, composta da scuola materna, scuola elementare e scuola superiore.
- Il dipartimento di segreteria e cucito.
- Il dipartimento di educazione al lavoro sociale (trasferito all'Università Al-Quds)
- Dar Isaaf Nashashibi per la Cultura, l'Arte e la Letteratura, che comprendeva il Dipartimento di Diploma Superiore di Archeologia Islamica (poi trasferito all'Università di Al-Quds).
- Hind Al Husseini College of Arts, la cui gestione è stata trasferita all'Università Al Quds.
- Il Museo del Folklore Palestinese, con migliaia di oggetti e strumenti tradizionali palestinesi, a cui gli studenti hanno accesso e che sono chiamati ad animare in alcune attività precipue. Uno degli scopi di Dar El-Tifel è infatti la trasmissione dell'identità nazionale palestinese ai minori di cui ha la gestione.

## Storia
La Scuola Dar Al-Tifel Al-Arabi era originariamente un orfanotrofio, con una scuola collegata, fondato da Hind Al-Husseini per dare un futuro ai minori rimasti orfani nel Massacro di Deir Yassin. Hind Al-Husseini offrì casa propria a 55 minori, privati dei genitori e senza parenti che potessero accudirli, con età e livello scolastico differenti, ma con conclamati disagi sociali e povertà da sopportare. Il numero degli orfani cresce: molti arrivano grazie alla guerra arabo-israeliana del 1948.
Con il passare del tempo, Hindi Al-Husseini struttura l'orfanotrofio dandogli anche l'appoggio di una Fondazione collegata, al fine di reperire fondi necessari per sostenerlo.

## Ospiti celebri
- La scrittrice e giornalista palestinese, con doppia cittadinanza italiana e israeliana, Rula Jebreal, è stata ospite dell'orfanotrofio assieme alla sorella Rania, dal 1978 al 1991.